# Partido Socialista Chileno
De Partido Socialista Chileno (Nederlands: Chileense Socialistische Partij, PSCH) was een populistische en sociaaldemocratische politieke partij in Chili die van 1987 tot 1990 bestond.

## Geschiedenis
Juan Carlos Moraga, een geroyeerd lid van de Partido Socialista (Socialistische Partij), diende in juni 1987 een verzoek in bij de overheid om de Partido Socialista Chileno te registreren als legale politieke partij. Op 20 juni 1988 werd de partij officieel geregistreerd bij de kiescommissie. Anders dan de overige socialistische partijen, nam de PSCH een welwillende houding aan ten opzichte van het dictatoriale regime van president Pinochet. Bij het referendum van 1988 riep de partij haar aanhangers op om blanco te stemmen, i.p.v. partij te kiezen tegen het regime. Bij het referendum van 1989 was het samen de Partido del Sur (Partij van het Zuiden) de enige partij die haar achterban opriep om tegen de constitutionele hervormingen te stemmen.
In aanloop naar de parlementsverkiezingen van 1989 vormde de PSCH samen met de Partido Liberal (Liberale Partij) een kartel, Liberal-Socialista Chileno (Chileense Liberaal-Socialisten) genaamd. Geen van de kandidaten werd echter in het parlement gekozen. De door de Liberal-Socialista Chileno gesteunde kandidaat voor het presidentschap behaalde nauwelijks stemmen.
In mei 1990 werd de PSCH opgeheven en gingen haar leden grotendeels over tot de Unión de Centro Centro (Unie van het Centristische Centrum).
Er wordt wel gedacht dat de PSCH een creatie is van de toenmalige junta met als doel verdeeldheid te zaaien binnen het socialistische kamp door potentiële kiezers te winnen voor de conservatieve agenda van de regering.

## Logo
Tot ongenoegen van de Partido Socialista voerde de PSCH hetzelfde partijlogo. De toenmalige kiescommissie (tijdens de dictatuur) gaf de PSCH hiervoor toestemming.